# Stenalcidia lacra
Stenalcidia lacra là một loài bướm đêm trong họ Geometridae.